# Затворена задна закръглена гласна
Затворената задна закръглена гласна е гласен звук, срещан в много говорими езици и представян в международната фонетична азбука със символа u. Той е много близък до българския звук, обозначаван с „у“ (например, гласната в „луд“).
Затворената задна закръглена гласна е почти идентична с гласен еквивалент на беззвучната устнено-венечна приблизителна съгласна [w], като двата звука имат почти идентични характеристики.